# Rue du Marchix
Ne doit pas être confondu avec Rue du Marchis.
La rue du Marchix est une voie de Nantes, dans le département français de la Loire-Atlantique en région Pays de la Loire.

## Situation et accès
Située dans le quartier Hauts-Pavés - Saint-Félix, la rue est bitumée, ouverte à la circulation automobile. Longue de 100 mètres, elle relie la rue Président-Édouard-Herriot au-delà de la rue Jean-Jaurès pour aboutir dans le prolongement de la rue Porte-Neuve. Elle longe à l'ouest la place Sainte-Élisabeth et rencontre la rue du Trépied.

## Origine du nom
La rue doit son nom au quartier du Marchix dont le nom serait un dérivé de « Marchié », « Marché » (du latin Mercatum).

## Historique
Édouard Pied nous apprend qu'un couvent fut fondé à cet endroit par les Capucins en 1591 grâce à la protection de Philippe-Emmanuel de Lorraine, duc de Mercœur et gouverneur de Bretagne. Ceux-ci le cédèrent en 1632 aux religieuses cordelières de Sainte-Élisabeth. L’ouverture de la rue des Arts (actuelle « rue Jean-Jaurès ») en 1829 a fait disparaître leur chapelle.
Un acte de 1670 signale aussi l’existence d’une hôtellerie dite « de l’Aigle d’Or ». De nombreux actes, de 1722 à 1834, nous indiquent encore la présence en cette rue d’une croix sise sur la place, d’un puits situé à l’angle de la rue du Marchix qui débouchait sur la place de Bretagne et de la rue Saint-Similien (actuelle rue Léon-Jamin) laquelle était également plus longue longue et débouchait sur cette dernière.
C'est au no 12 de cette rue, le 28 mars 1862, que nait Aristide Briand qui fut onze fois président du Conseil et vingt-six fois ministre.
Jusqu'à la veille de la seconde Guerre mondiale, le quartier environnant était constitué en grande partie de logements insalubres avec 50 % de foyers d’insalubrité irréductible qui ont eu pour conséquence un nombre important de décès par maladies transmissibles en particulier par tuberculose (31 décès par an dans le quartier pour 520 pour l’ensemble de la ville). Dès 1929, la municipalité engage des études en vue du dégagement et de l’assainissement du Marchix. Une société d’urbanisation est même créée à cet effet.
Après plusieurs années de procédure, la déclaration d’insalubrité publique est publiée en 1939. L'année suivante, quatre ordonnances prononcent l’expropriation des immeubles nécessaires à l’élargissement de la voirie.
Mais la guerre ralentira l'exécution du projet. Les bombardements des 16 et 23 septembre 1943 ravageront le quartier.
La reconstruction de la ville après le conflit, confiée à l'architecte Michel Roux-Spitz, permettra de remettre le projet sur les rails. Ainsi, la rue du Marchix, autrefois étroite et légèrement courbée, sera redessinée au sud de la rue Jean-Jaurès, pour devenir rectiligne. Cette section sera rebaptisée en 1957, « rue Président-Édouard-Herriot ».
Depuis 2000, la rue est parcourue par la ligne 3.

## Voies secondaires

### Place Sainte-Élisabeth
Cette petite place arborée, de plan triangulaire, situé sur le côté ouest de la rue, commande l'accès aux rues d'Erlon et Capitaine-Corhumel. Son nom fait référence à la communauté religieuse du Quint Ordre de Saint-François, dite « cordelières de Sainte-Élisabeth » citée plus haut.

### Rue du Trépied
Cette artère piétonne constituée de deux segments perpendiculaires relie la rue du Marchix à la rue Jean-Jaurès et rencontre l'allée Docteur-Émile-Meeus. Son nom est en fait une déformation du terme de « tripiers », ces marchands d'abat qui chaque jour travaillaient non loin de là, aux abattoirs municipaux situés à Talensac.

## Coordonnées des lieux mentionnés
1. ↑  Place Sainte-Élisabeth : 47° 13′ 10″ N, 1° 33′ 42″ O
2. ↑  Rue du Trépied : 47° 13′ 10″ N, 1° 33′ 39″ O